# Argiolaus gabunica
Argiolaus gabunica är en fjärilsart som beskrevs av Riley 1928. Argiolaus gabunica ingår i släktet Argiolaus och familjen juvelvingar. Inga underarter finns listade i Catalogue of Life.